# Zeughaus München (Lothstraße)
Das Zeughaus München an der Lothstraße auf dem Oberwiesenfeld im Münchner Stadtbezirk Neuhausen-Nymphenburg war ein Zeughaus der Bayerischen Armee. Bis 2014 wurde es von Einrichtungen der Technischen Universität München genutzt. Nach Übergabe an die Hochschule für angewandte Wissenschaften München wurde es von 2015 bis 2019 saniert und ist seit 2019 Sitz der Fakultät für Design.

## Gebäude

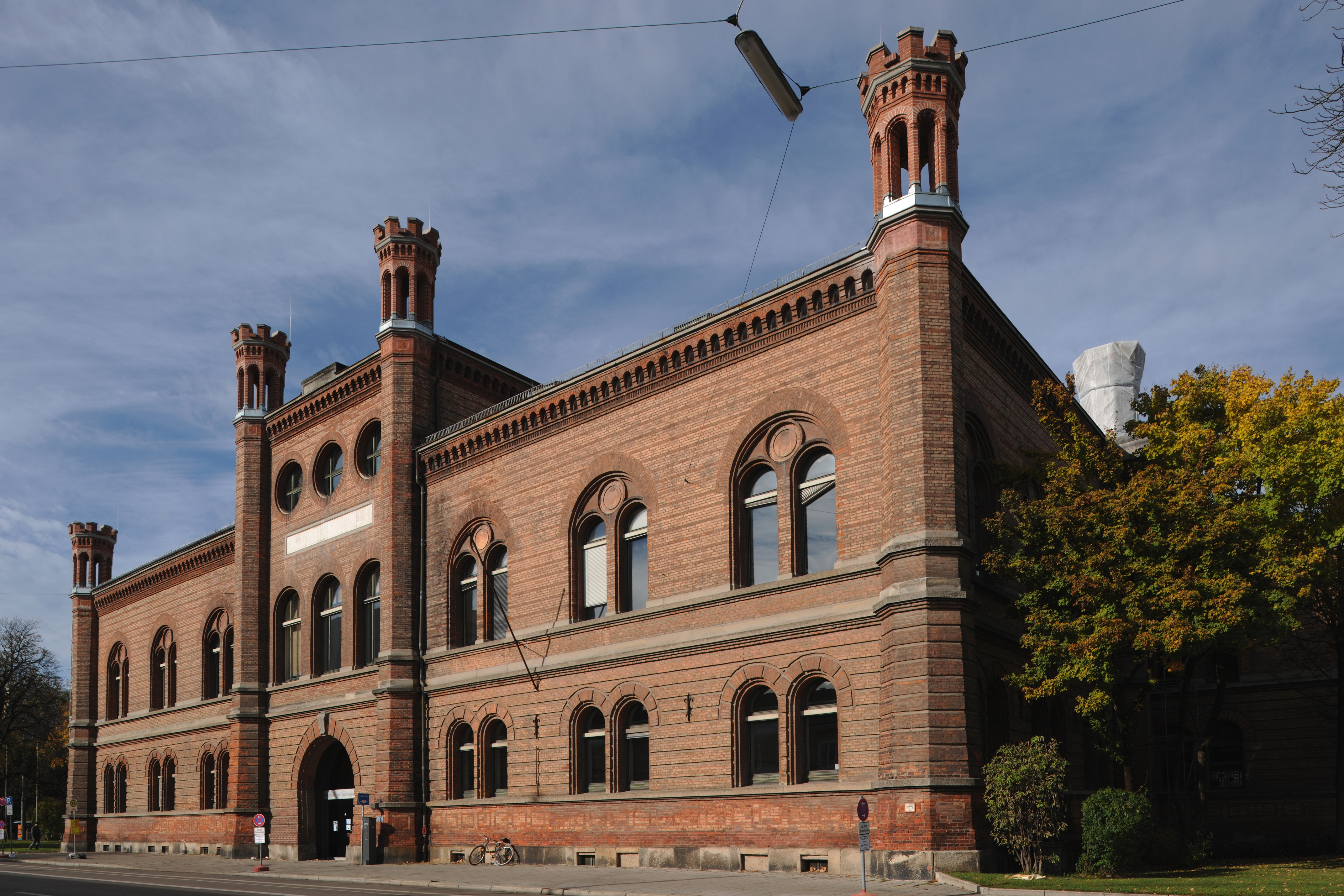
Mitteltrakt

Andreas Friedlein und Matthias Glaeser entwarfen das alte Zeughaus als Rohziegelbau im historistischen Rundbogenstil; Bauzeit war von 1861 bis 1865.
Die symmetrische Anlage mit flachen Dächern ist in mehrere Trakte gegliedert. Der Eingang liegt im zweigeschossigen Mittelflügel, dort hervorgehoben in einem dreigeschossigen Mittelpavillon. Die beiden Seitenflügel sind ebenfalls zweigeschossig, jedoch etwas niedriger als der Mitteltrakt, gegen den sie deutlich zurückgesetzt sind. Abgeschlossen werden die Seitenflügel durch dreigeschossige Pavillons, etwa so hoch wie der mittlere Gebäudeteil. Die Ecken des Mittelflügels und der Pavillons an den Gebäudeenden sind mit Türmchen und Zinnen verziert.
Das Gebäude wurde 1975 durch einen mit Aluminium verkleideten Neubau auf der Rückseite erweitert, der im Zuge der Sanierung ab 2015 wieder abgerissen wurde. An seiner Stelle wurde das Gebäude im Hof von Staab Architekten vor der denkmalgeschützten Ziegelfassade um einen gläsernen Pavillon ergänzt, der für Ausstellungen, Präsentationen und als Arbeitsraum der Fakultät für Design konzipiert wurde und gleichzeitig als Verteiler im Inneren sowie der Öffnung zum angrenzenden Kreativquartier München dient.

## Heutige Nutzung
Die Technische Universität München nutzte das Gebäude von Mitte 2013 nur noch für das Medienzentrum und den Lehrstuhl für Psychologie. Vorher wurden Alt- und Neubau auch für die Lehrstühle für Wirtschaftsethik, Politikwissenschaft, und Pädagogik genutzt. Unter anderem waren dort auch Teile der TUM School of Education untergebracht. Von 2015 bis Anfang 2019 wurde im Rahmen einer Komplettsanierung das Gebäude den Erfordernissen einer modernen Hochschule angepasst.
Am 7. Februar 2019 wurde in einem öffentlichen Festakt das nunmehr fertiggestellte Gebäude als Sitz der Fakultät für Design der Hochschule für angewandte Wissenschaften München eröffnet.

## Geschichte
Außer dem städtischen Zeughaus am Anger, in dem heute das Münchner Stadtmuseum untergebracht ist, gab es in München das Zeughaus des Landesherrn. Nachdem ein Vorgänger abgebrannt war, befand es sich ab 1615 östlich der Münchner Residenz. Für den Bau des königlichen Marstalls musste es bereits ab 1807 einen Teil seines Areals abtreten; endgültig aufgelöst wurde es schrittweise zwischen 1853 und 1863 anlässlich der Anlage der Maximilianstraße, bis zum Bezug des Neubaus auf dem Oberwiesenfeld 1866 gab es provisorische Werkstätten in der Isarvorstadt. 
Hinter dem neuen Zeughausgebäude, also nordwestlich, wurden umfangreiche Werkstätten entlang der Dachauer Straße eingerichtet; Anfang des 20. Jahrhunderts waren dort über 1.000 Personen beschäftigt. Der Mitteltrakt beherbergte zwischen 1880 und der Fertigstellung des Museumsbaus am Hofgarten das Bayerische Armeemuseum.
Der Nordflügel des Zeughauses wurde nach dem Ersten Weltkrieg von der Zweigstelle München des Zentralnachweiseamt für Kriegerverluste und Kriegsgräber genutzt. Deren Bestände waren im Zweiten Weltkrieg nach Memmingen ausgelagert und wurden 1949 dem Bayerischen Hauptstaatsarchiv übergeben. 
Nach dem Krieg war in dem Gebäude das berufspädagogische Institut untergebracht. Ab 1970 wurde es für die heutige Nutzung umgebaut.